# Музеј Фјодора Михајловича Достојевског
Музеј Фјодора Михајловича Достојевског (рус. Государственный Литературно-мемориальный музей Ф. М. Достоевского) се налази у Санкт Петербургу и један је од шест руских музеја великог писца Фјодора Достојевског.
Идеја о музеју се родила код удовице аутора, Ане Григорјевне. Сви предмети су били у кући у којој је живео Достојевски, били су и у једном од магацина за складиштење и касније су нестали неки предмети, а материјали архиве, са неким изузецима, су у државним архивама.
Током шездесетих година 20. века, покренут је пројекат и отварање музеја у кући где је писац провео последње године свог живота, идеју је дао архитекта-уметник Георгиј Пионтек. У овој кући, Фјодор Достојевски је живео са породицом у октобру 1878. године и живео до своје смрти 28. јануара (9. фебруар) 1881. године.
Музеј је отворен на 150. годишњицу рођења писца 1971. године. Стварање музеја подржао је унук писца Андреј Ф. Достојевски (1908—1968), окупио је вредну збирку, посвећену успомени на свог чувеног деду - касније је та збирка постала основа музеја.
Музеј заузима два спрата. На другом спрату стана писца је главна изложба. Ентеријери соба поново су креирани према мемоарима савременика и архивским материјалима. Заступљене су ствари из породице писца и књиге које су поклонили музеју његови потомци. Изложба говори о животу и делима Достојевског.
У изложбеним салама на првом спрату су изложбе савремених уметника, књижевно и музичко вече, као и кино-сала са филмовима заснованим на делима Достојевског. Музеј поседује и аудио водич.